# Spandauer

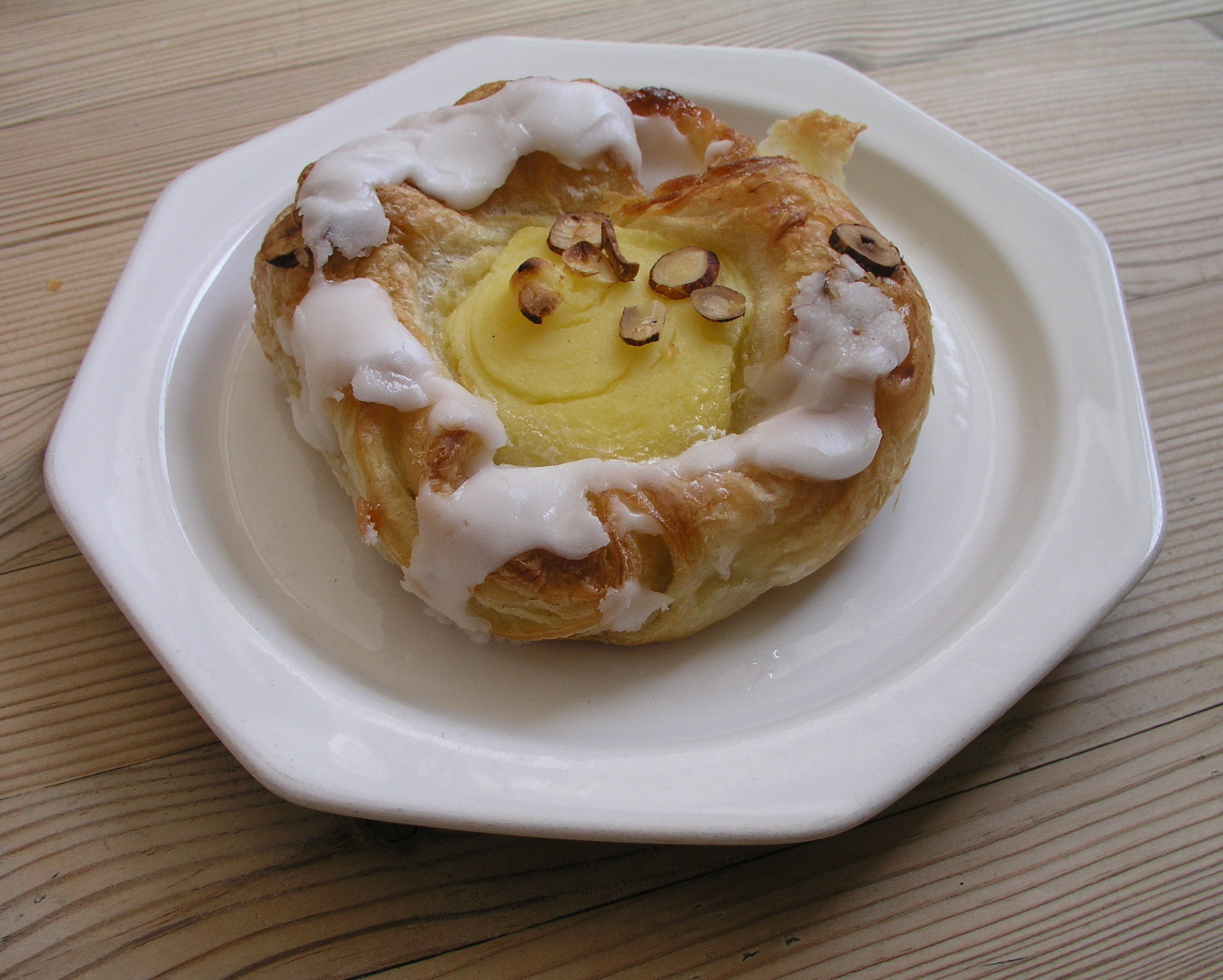
Spandauer com creme

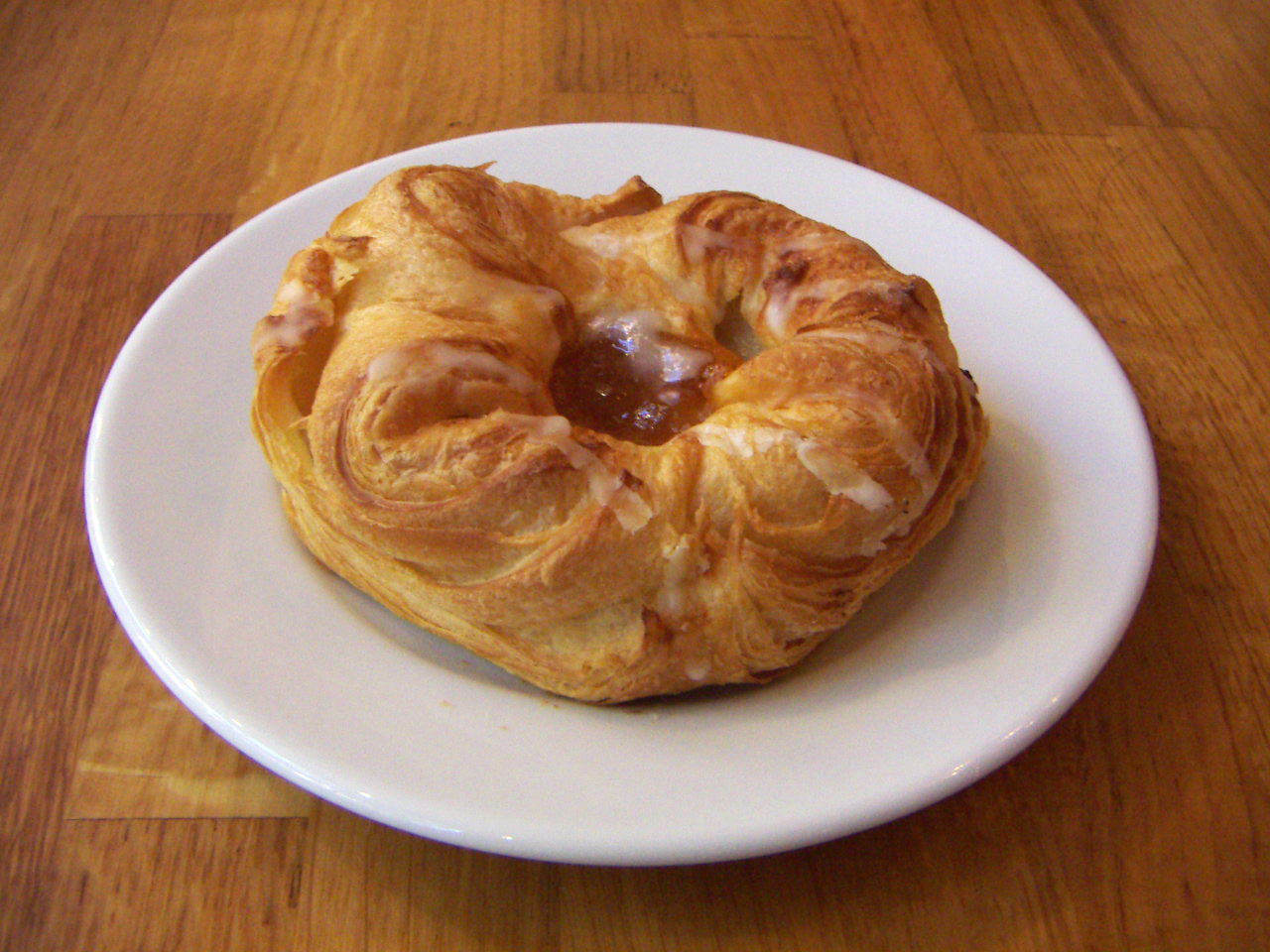
Spandauer com geleia de maçã.

Spandauer é um bolo dinamarquês à base de massa folhada wienerbrød.
Apresenta um círculo de creme de baunilha ou de geleia, no centro.
Pode ser polvilhado com avelãs picadas e receber uma cobertura de glacê (película de calda de açúcar de confeiteiro).
É frequentemente consumido ao pequeno-almoço, ou à tarde, com café.
O nome refere-se ao bairro berlinense de Spandau.
Segundo a tradição,  a prisão de Spandau, que existiu neste bairro nos séculos XIX e XX, possuía uma muralha com quatro torres, que explicam o bolo apresentar quatro cantos e uma muralha à volta do creme ou da geleia.